# Renifer Niko ratuje brata
Renifer Niko ratuje brata (tytuł oryg. Niko – Lentäjän poika 2) – duńsko-fińsko-irlandzko-niemiecki film animowany z 2012 roku w reżyserii Kari Juusonena i Jørgena Lerdama. Kontynuacja filmu Renifer Niko ratuje święta z 2008 roku.
Światowa premiera filmu miała miejsce 15 listopada 2012 roku, natomiast w Polsce odbyła się 23 listopada 2012 roku.

## Opis fabuły
Wychowywany przez samotną mamę zwierzak jest już nastolatkiem, ale wciąż ma nadzieję, że jego rodzice znowu będą razem. Pewnego dnia, kiedy Niko wraca do domu po weekendowym spotkaniu z tatą, członkiem Latającej Eskadry Świętego Mikołaja, słyszy od mamy zaskakującą wiadomość. Będzie miał ojczyma! Wkrótce miły renifer Lenni, z którym postanowiła się związać matka Niko, wprowadza się do ich domu. Ale nie sam - na małego synka. Rozżalony Niko szybko przekonuje się, jak to jest być starszym bratem słodkiego malucha, który jest pupilkiem całego stada. Czuje się odsunięty na drugi plan i marzy o tym, by przybrany braciszek zniknął na zawsze. I nagle to życzenie się spełnia! Biała Wilczyca chce pomścić Czarnego Wilka. Jej pomocnik orzeł porywa małego renifera, sądząc, że to jest Niko. Przez pomyłkę uprowadza jednak jego małego braciszka. Przerażony Niko natychmiast wyrusza na pomoc maluchowi, a wraz z nim jego niezawodni przyjaciele - wiewiórka Juliusz i łasica Wilma.

## Wersja polska
- Wersja polska: STUDIO PRL na zlecenie KINO ŚWIAT
  - Reżyseria: Dariusz Błażejewski
  - Dialogi polskie: Dariusz Paprocki
  - Teksty piosenek: Marek Robaczewski
  - Nagranie i montaż dialogów: Aleksander Cherczyński
  - Nagranie piosenek: Kamil Sołdacki
  - Zgranie dźwięku: Michał Kosterkiewicz - TOYA Studios

### Udział wzięli
- Franciszek Dziduch – Niko
- Jarosław Boberek – Wiewiór Juliusz
- Anna Dereszowska – Łasica Wilma
- Ryszard Dziduch – Riko
- Dariusz Błażejewski – Lenni
- Elżbieta Jędrzejewska – Mama Niko – Luna
- Katarzyna Pakosińska – Biała Wilczyca
- Stanisław Tym – Stary Renifer Tobiasz
- Weronika Łukaszewska – Saga
- Renifery – latająca eskadra Świętego Mikołaja:
  - Marcin Prokop – Biegun, ojciec Niko
  - Adam Krylik – Meteor
  - Artur Bomert – 
    - Rakieta
    - Grzmot

  - Cezary Morawski – Wicher
  - Piotr Gogol – Halny
  - Jakub Mróz – Piorun
- Orły:
  - Artur Andrus – Boss
  - Klaudiusz Kaufmann – Eddie
  - Mikołaj Klimek – Speedy
  - Jacek Król – Thug
- Aleksander Bednarz – Święty Mikołaj

i inni